# Recopa Gaúcha de 2024
A Recopa Gaúcha de 2024 foi a 11ª edição do torneio realizado anualmente pela Federação Gaúcha de Futebol. A edição de 2024 será disputada entre o Grêmio, campeão do Gauchão de 2023, e o São Luiz, campeão da Copa FGF de 2023.

## Participantes
| Clube    | Cidade       | Classificação                        | Participação | Melhor resultado                  |
| -------- | ------------ | ------------------------------------ | ------------ | --------------------------------- |
| Grêmio   | Porto Alegre | Campeão do Campeonato Gaúcho de 2023 | 6ª           | Campeão (2019, 2021, 2022 e 2023) |
| São Luiz | Ijuí         | Campeão da Copa FGF de 2023          | 2ª           | Vice-campeão (2023)               |

## Partida

### Jogo único
| 28 de fevereiro | São Luiz                                      | 2 – 0 | Grêmio | Estádio 19 de Outubro, Ijuí      |
| 20:00           | Bruno Uvini (gc) 45+2' · Gabriel da Silva 71' |       |        | Árbitro: RS Rafael Rodrigo Klein |

| São Luiz | Grêmio |